# Torrebeses
Torrebeses (oficialmente y en catalán Torrebesses) es un municipio de la comarca del Segriá en la provincia de Lérida, Comunidad Autónoma de Cataluña, España.
El municipio está situado al sureste de la comarca, en el límite con la comarca de las Garrigas.

## Símbolos
El escudo de Torrebeses se define con el siguiente blasón:
«Escudo embaldosado: de sinople, dos torres acostadas y abiertas de oro acompañadas al jefe de un mundo cruzado de argén cintrado de gules. Por timbre, una corona mural de pueblo.»
Fue aprobado en pleno municipal el 22 de abril de 2008, el 7 de julio la Generalidad de Cataluña dio conformidad y el 21 de julio del mismo año, se publicó en el DOGC. El mundo cruzado representa el patrón local, san Salvador y las dos torres hacen referencia a la etimología del municipio en catalán, torres bessones que traducido al castellano significa: torres gemelas.

## Geografía humana

### Demografía
Cuenta con una población de 273 habitantes (INE 2024).
| Gráfica de evolución demográfica de Torrebeses entre 1842 y 2021 |
| |
| Población de derecho según los censos de población del INE Población de hecho según los censos de población del INEEn estos censos se denominaba Torreveses: 1842 En estos censos se denominaba Torrebeses: 1857, 1860, 1877, 1887, 1897, 1900, 1910, 1920, 1930, 1940, 1950, 1960, 1970 y 1981 |

| 1900 | 1930 | 1950 | 1970 | 1981 | 1986 |
| ---- | ---- | ---- | ---- | ---- | ---- |
| 855  | 758  | 631  | 418  | 380  | 369  |

## Lugares de Interés
- Iglesia de San Salvador (Torrebeses)
- Centro de interpretación de la Piedra Seca[8]
- Museo-colección Etnológica de Torrebeses Josep Jané i Periu
- Construcciones de piedra seca
- Iglésia Nueva de Torrebeses
- Antiguo molino de aceite de Bep de Canut de Torrebeses
- Castillo-palacio de Torrebeses

## Economía
Principalmente, agricultura de secano.